# Defensa india de rey
|       |       |       |       |       |       |       |       |       |  |
|       | a8 rd | b8 nd | c8 bd | d8 qd | e8 kd | f8 bd | g8    | h8 rd |  |
| a7 pd | b7 pd | c7 pd | d7 pd | e7 pd | f7 pd | g7    | h7 pd |       |  |
| a6    | b6    | c6    | d6    | e6    | f6 nd | g6 pd | h6    |       |  |
| a5    | b5    | c5    | d5    | e5    | f5    | g5    | h5    |       |  |
| a4    | b4    | c4 pl | d4 pl | e4    | f4    | g4    | h4    |       |  |
| a3    | b3    | c3    | d3    | e3    | f3    | g3    | h3    |       |  |
| a2 pl | b2 pl | c2    | d2    | e2 pl | f2 pl | g2 pl | h2 pl |       |  |
| a1 rl | b1 nl | c1 bl | d1 ql | e1 kl | f1 bl | g1 nl | h1 rl |       |  |
|       |       |       |       |       |       |       |       |       |  |

La defensa india de rey es una apertura de ajedrez que comienza con los movimientos (en notación algebraica) 1.d4 Cf6 2.c4 g6, seguido por...Ag7 y...d6.
Es una apertura semicerrada. Las negras ceden el centro y esperan mantenerlo estable mientras emprenden un ataque sobre el rey rival. Las blancas usualmente continúan con 3.Cc3, 3.Cf3 o 3.g3. Fue usada por el excampeón mundial Gary Kasparov entre muchos jugadores famosos.
La Defensa india de rey (ECO E60-E99) es una de las defensas principales contra 1.d4, junto con el Gambito de dama. Durante la mayor parte del siglo XX ha sido la defensa principal de todos los grandes jugadores, y la más popular. A comienzos del siglo XXI cayó en desuso al más alto nivel, hasta que fue recuperada en los años 2006 y 2007 gracias a las victorias del Gran Maestro azerí Teimur Radjabov. Este joven jugador logró incluso imponerse al polaco Krasenkow, que disfrutaba de una puntuación del 83 por ciento en sus enfrentamientos con blancas frente a esta defensa siguiendo la línea principal con 5.h3.
Las ideas estratégicas de la Defensa india de rey son claras. El negro trata de consolidarse en el centro con e5, y con el alfil en fianchetto en g7. El fianchetto del alfil es lo que caracteriza a las defensas indias, y como el que se fianchetta es el alfil de rey se llama Defensa india de rey. Las negras también intentarán c5 para atacar el ala de dama, o en su defecto f5 para atacar el ala de rey; variante muy popular. Ni que decir tiene que si se hace la jugada g6 hay que jugar d6 para dejar paso al alfil de casillas blancas, y no e6. El blanco, por el contrario debe atacar en el flanco contrario, si el negro ataca en el ala de dama el blanco lo hará en el de rey, y si el negro ataca en el ala de rey el blanco lo hará en el de dama. Hacer c5 en buenas condiciones da al blanco mucha ventaja en la partida. 
Línea principal
1.d4 Cf6
2.c4 g6
Existen muchas formas de responder a la Defensa india de rey, líneas menores jugables se muestran a continuación, pero lo mejor es seguir las líneas principales
A partir de 1.d4 Cf6 2.c4 g6 sigue:
3.Cf3
3.Dc2
3.d5 b5
3.g3 Ag7 4.Ag2 d5

## Línea principal
|       |       |       |       |       |       |       |       |       |  |
|       | a8 rd | b8 nd | c8 bd | d8 qd | e8 kd | f8    | g8    | h8 rd |  |
| a7 pd | b7 pd | c7 pd | d7    | e7 pd | f7 pd | g7 bd | h7 pd |       |  |
| a6    | b6    | c6    | d6 pd | e6    | f6 nd | g6 pd | h6    |       |  |
| a5    | b5    | c5    | d5    | e5    | f5    | g5    | h5    |       |  |
| a4    | b4    | c4 pl | d4 pl | e4 pl | f4    | g4    | h4    |       |  |
| a3    | b3    | c3 nl | d3    | e3    | f3    | g3    | h3    |       |  |
| a2 pl | b2 pl | c2    | d2    | e2    | f2 pl | g2 pl | h2 pl |       |  |
| a1 rl | b1    | c1 bl | d1 ql | e1 kl | f1 bl | g1 nl | h1 rl |       |  |
|       |       |       |       |       |       |       |       |       |  |

A partir de 1.d4 Cf6 2.c4 g6 3.Cc3 Ag7 4.e4 d6 sigue:
5.Ae2 
5. ..0-0
6.Ag5 Variante Áverbach y sigue c5 7.d5 e6
6.Ae3
5.f4 Ataque de los cuatro peones y sigue 0-0
6.Ae2 c5 7.Cf3 cxd4 8.Cxd4 Cc6 9.Ae3
6.Cf3 c5 7.d5

### Sistema Saemisch
|       |       |       |       |       |       |       |       |       |  |
|       | a8 rd | b8 nd | c8 bd | d8 qd | e8 kd | f8    | g8    | h8 rd |  |
| a7 pd | b7 pd | c7 pd | d7    | e7 pd | f7 pd | g7 bd | h7 pd |       |  |
| a6    | b6    | c6    | d6 pd | e6    | f6 nd | g6 pd | h6    |       |  |
| a5    | b5    | c5    | d5    | e5    | f5    | g5    | h5    |       |  |
| a4    | b4    | c4 pl | d4 pl | e4 pl | f4    | g4    | h4    |       |  |
| a3    | b3    | c3 nl | d3    | e3    | f3 pl | g3    | h3    |       |  |
| a2 pl | b2 pl | c2    | d2    | e2    | f2    | g2 pl | h2 pl |       |  |
| a1 rl | b1    | c1 bl | d1 ql | e1 kl | f1 bl | g1 nl | h1 rl |       |  |
|       |       |       |       |       |       |       |       |       |  |

El sistema Saemisch es, seguramente, lo más fuerte contra la Defensa india de rey. Proporciona partidas vivas con ataques en flancos opuestos, el negro en el flanco de rey y el blanco en el centro y el flanco de dama. Hacer c5 en buenas condiciones y cambiar el alfil del fianchetto negro son planes buenos para las blancas. Al final tiene ventaja quien consiga hacer el ataque más rápido y en mejores condiciones. Las jugadas de espera llevan al desastre.
A partir de 1.d4 Cf6 2.c4 g6 3.Cc3 Ag7 4.e4 d6 5.f3 0-0 6.Ae3 sigue :
6. ..Cc6 7.Cge2
7. ..Tb8
7. ..a6 8.Dd2 Tb8
6. ..e5
7.Cge2 c6
7.d5
7. ..Ch5 8.Dd2
7. ..c6 8.Cge2
6. ..c6 7.Ad3 a6
6. ..b6

### Sistema clásico
|       |       |       |       |       |       |       |       |    |  |
|       | a8 rd | b8 nd | c8 bd | d8 qd | e8    | f8 rd | g8 kd | h8 |  |
| a7 pd | b7 pd | c7 pd | d7    | e7 pd | f7 pd | g7 bd | h7 pd |    |  |
| a6    | b6    | c6    | d6 pd | e6    | f6 nd | g6 pd | h6    |    |  |
| a5    | b5    | c5    | d5    | e5    | f5    | g5    | h5    |    |  |
| a4    | b4    | c4 pl | d4 pl | e4 pl | f4    | g4    | h4    |    |  |
| a3    | b3    | c3 nl | d3    | e3    | f3 nl | g3    | h3    |    |  |
| a2 pl | b2 pl | c2    | d2    | e2    | f2 pl | g2 pl | h2 pl |    |  |
| a1 rl | b1    | c1 bl | d1 ql | e1 kl | f1 bl | g1    | h1 rl |    |  |
|       |       |       |       |       |       |       |       |    |  |

El sistema clásico es más sólido para las blancas, y no entra en combinaciones difíciles como el Sistema Saemisch. 
A partir de1.d4 Cf6 2.c4 g6 3.Cc3 Ag7 4.e4 d6 5.Cf3 0-0 6.Ae2 e5 sigue:
7.d5
7. ..a5
7. ..Cbd7 8.Ag5 h6 9.Ah4 g5 10.Ag3 Ch5 11.h4
7.0-0 Cbd7 8.Te1 c6 9.Af1 a5

### Ataque yugoslavo
|       |       |       |       |       |       |       |       |    |  |
|       | a8 rd | b8    | c8 bd | d8 qd | e8    | f8 rd | g8 kd | h8 |  |
| a7 pd | b7 pd | c7 pd | d7    | e7    | f7 pd | g7 bd | h7 pd |    |  |
| a6    | b6    | c6 nd | d6 pd | e6    | f6 nd | g6 pd | h6    |    |  |
| a5    | b5    | c5    | d5    | e5 pd | f5    | g5    | h5    |    |  |
| a4    | b4    | c4 pl | d4 pl | e4 pl | f4    | g4    | h4    |    |  |
| a3    | b3    | c3 nl | d3    | e3    | f3 nl | g3    | h3    |    |  |
| a2 pl | b2 pl | c2    | d2    | e2 bl | f2 pl | g2 pl | h2 pl |    |  |
| a1 rl | b1    | c1 bl | d1 ql | e1    | f1 rl | g1 kl | h1    |    |  |
|       |       |       |       |       |       |       |       |    |  |

Las blancas deben prepararse para capear el furioso Ataque yugoslavo, y en particular la variante Mar del Plata —Svetozar Gligorić la jugó con éxito en Buenos Aires.
A partir de 1.d4 Cf6 2.c4 g6 3.Cc3 Ag7 4.e4 d6 5.Cf3 0-0 sigue:
6.Ae2
6. ..e5
7.0-0
7. ..Cc6 Ataque yugoslavo, Variante Mar del Plata
8.d5 Ce7
8.Ae3
7. ..Ca6
7. ..c6
7.dxe5
7.Ae3
6. ..Ca6
6.Ae3
6.Ag5

## Otras variantes
Después de 1.d4 Cf6 2.c4 g6 3.Cc3 Ag7, también podría seguir:
4.Cf3 d6
5.g3 0-0 6.Ag2
6. ..c6 7.0-0 
7. ..Af5
7. ..Da5
6. ..Cc6 7.0-0
7. ..e5
7. ..Af5
7. ..Ag4
7. ..a6
6. ..c5 7.0-0 Cc6 8.d5
6. ..Cbd7 7.0-0 e5 8.e4 c6 9.h3
5.Ag5

## Sin 2.c4
También se puede plantear sin que el blanco haga 2.c4 (ECO A48).
1.d4 Cf6 2.Cf3 g6
3.Ag5
3.Af4
3.g3